# Фальшфасад
Фальшфаса́д (разновидность навесного фасада) ― покрытие фасада здания, применяющееся во время строительных работ и работ по реновации, а также в целях изменения облика здания. Фальшфасад может быть выполнен в виде декоративной облицовки, изображения на баннере или композиционных решёток. Некоторые авторы научных статей по философии относят фальшфасады к симулякрам.

## Описание
Фальшфасад (или навесной фасад) представляет собой покрытие настоящего фасада здания при проведении строительных работ, которое может быть выполнено в виде декоративной облицовки, изображения на баннере или композиционных решёток. Фальшфасады применяются в реновации зданий и сооружений как часть метода аппликации. Навесной фасад также может быть использован для изменения облика здания (например, фальшфасадом было покрыто здание Музея рисования и иллюстрации в Мадриде), создания микроклимата помещений, повышения звуко- и теплоизоляции стен. В России фальшфасады ассоциируются с историей о потёмкинских деревнях, которая связана с «рядами бутафорских фасадов» деревень, установленных по маршруту Екатерины II во время её путешествия по Крыму. В Москве такие фасады используются для прикрытия не только внешнего облика домов, но и других объектов городской инфраструктуры, находящихся в процессе благоустройства. Помимо изображений домов, на фальшфасадах могут также размещаться различные узоры. По мнению архитектора и художницы Марии Кремер, фальшфасад «отводит реальному фасаду место в прошлом», обесценивая «существующую материю фасада».

## В философии и искусстве
Автор научной статьи по философии Любовь Яковлева и фотограф Дмитрий Воинов относят фальшфасады к симулякрам как одну из составляющих «фейковой топологии», потому что изображение на фальшфасаде может передавать внешний вид итогового проекта с искажениями или упрощениями и не соответствовать ему. Таким образом, фальшфасады становятся одной из частей городского пространства, но оказываются лишёнными референта и неспособными отсылать к настоящему облику здания. Любовь Яковлева считает, что фальшфасады мешают эстетическому согласованию элементов городской среды либо становятся «слепым пятном» жизненного пространства после продолжительного нахождения в одном месте. По мнению Дмитрия Воинова, фальшфасад также является кинетической скульптурой, так как его складки (образующиеся в том случае, если сетка фасада закреплена непрочно) колеблются, то есть переходят из статичного положения в динамичное с помощью силы ветра. Кроме того, некоторые уличные художники используют фальшфасады в своих целях. Так, художник Кирилл Кто на некоторых фасадах создал «прорези» глаз, «разрывая» тем самым, согласно Любови Яковлевой, плоскость и упрощённость изображений на фасадах.